# El Cendra
El Cendra és una masia de Seva (Osona) inclosa a l'Inventari del Patrimoni Arquitectònic de Catalunya.

## Descripció
Casa de mitjanes proporcions, resguardada en un turó. Es poden observar dos edificis amb diferent disposició (pel que fa al desaigua de la teulada), el principal desaigua al lateral; afegit a aquest edifici en trobem un altre que forma una galeria amb arcades rebaixades. L'edifici principal té l'entrada en volta, les finestres són de pedra treballada. Al costat de la casa hi ha una cabana amb portalada de pedra treballada

## Història
El Cendra el trobem esmentat en el Cens General de Catalunya de l'any 1626, en els Capbreus i Llevadors de Rendes del 1736-84 i en el Nomenclàtor de la província de Barcelona del 1860.